# Gonia capitata
Gonia capitata är en tvåvingeart som först beskrevs av De Geer 1776.  Gonia capitata ingår i släktet Gonia och familjen parasitflugor. Arten är reproducerande i Sverige. Inga underarter finns listade i Catalogue of Life.